# 第零大道

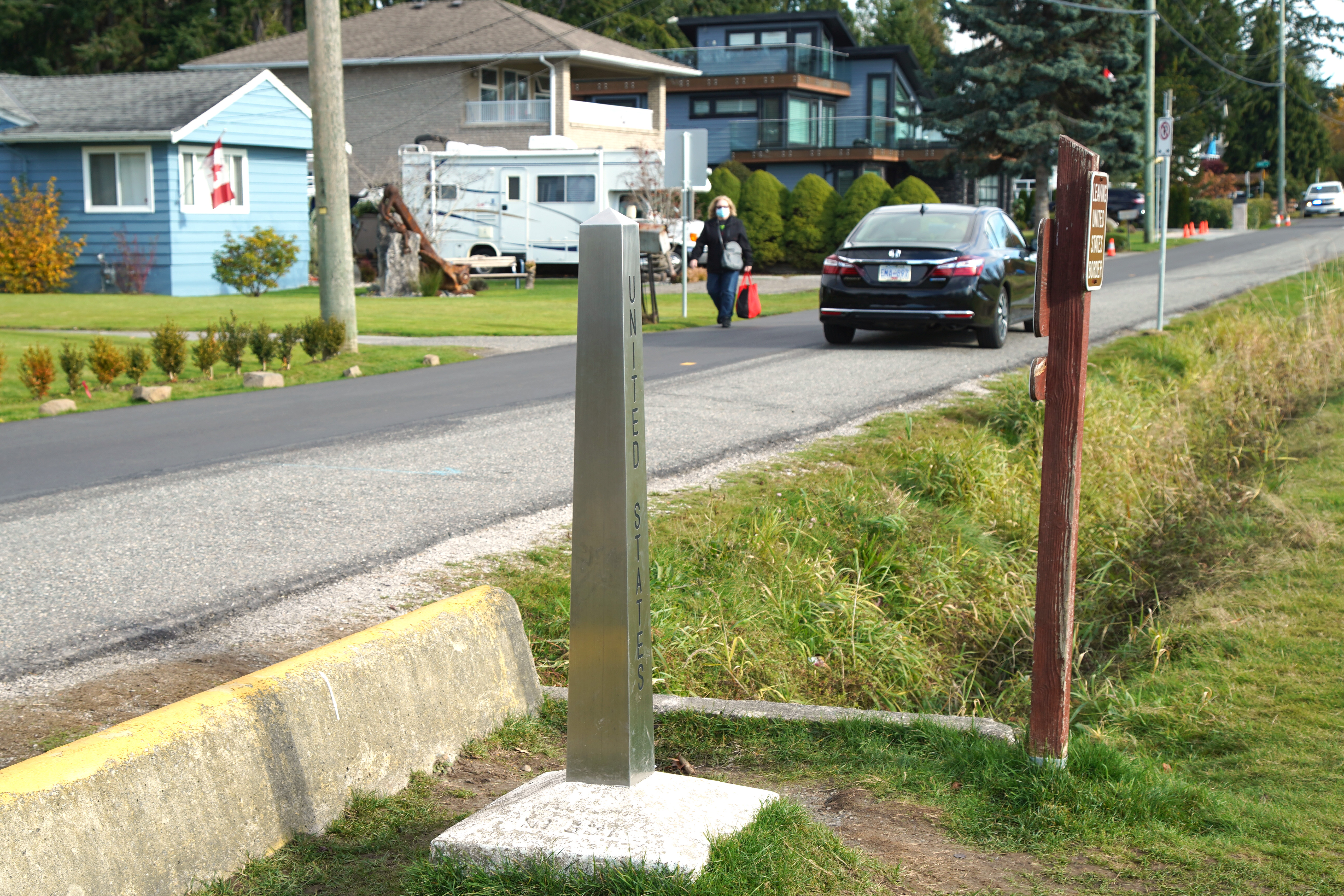
美加边界加拿大一侧与边界并行的第零大道。界碑右侧为美国领土。

第零大道（英語：0 Avenue）是加拿大不列颠哥伦比亚省最南端的一条东西向的道路，由西向东从素里延伸至亞博斯福，道路全程与美加边境紧邻并排而行。
第零大道西端始于和平拱门国际公园，向正东延伸28.9（18.0英里），中途在太平洋公路边境口岸（Pacific Highway Border Crossing）和林登-阿尔德格罗夫边境口岸（Lynden–Aldergrove Border Crossing）两处不连续。在部分路段，第零大道和美国一侧的边界路（Boundary Road）隔着边界并行大约1.5英里，沿途有许多用于边境监视的摄像头。第零大道和美国领土之间有一道人工壕沟，不过有若干小型桥梁让人穿越（例如在和平拱门国际公园这个缓冲区域，两国居民可以自由进入公园）。
尽管九一一袭击事件后美加边界的监控有所加强，该路仍存在走私、非法越境活动。2005年，在林登-阿尔德格罗夫边境口岸东侧的第零大道下方发现了走私用的隧道。一些寻求庇护的人也常试图从第零大道非法进入加拿大。